# Цирень Василь Федотович
Василь Федотович Цирень (26 лютого 1903, тепер Україна — 6 травня 1969, місто Москва) — радянський державний діяч, заступник голови Державного комітету РМ СРСР із матеріально-технічного постачання народного господарства, заступник голови Державного планового комітету РМ СРСР. Кандидат у члени ЦК КПРС у 1952—1956 роках.

## Життєпис
Член ВКП(б) з 1940 року.
У 1940—1947 роках — начальник Головметалозбуту Народного комісаріату (Міністерства) чорної металургії СРСР. Одночасно з 11 травня 1940 по 1947 рік — член Колегії Народного комісаріату (Міністерства) чорної металургії СРСР. 
У 1947—1948 роках — начальник Головметалопостачу при Раді міністрів СРСР.
У 1948—1953 роках — заступник голови Державного комітету Ради міністрів СРСР із матеріально-технічного постачання народного господарства.
У 1953—1957 роках — заступник голови Державного планового комітету Ради міністрів СРСР.
Потім — на відповідальній роботі в Держплані Російської РФСР: начальник відділу балансів і розподілу чорних та кольорових металів.
Помер 6 травня 1969 року в Москві. Похований на Новодівочому цвинтарі Москви. 

## Нагороди
- два ордени Трудового Червоного Прапора (3.06.1942, 30.09.1943)
- ордени
- медалі
- Почесна грамота Президії Верховної ради Російської РФСР (6.04.1963)